# Ashmeadiella opuntiae
Ashmeadiella opuntiae là một loài Hymenoptera trong họ Megachilidae. Loài này được Cockerell mô tả khoa học năm 1897.